# Astomaspis rustica
Astomaspis rustica là một loài tò vò trong họ Ichneumonidae.